# Ктирі
Ктирі, волочницеві, ктиреві (Asilidae) — родина двокрилих комах. Має космополітичне поширення. Налічує понад 7000 видів. Активні хижаки. Полюють на інших комах із засідки або в польоті.

## Назви
Представників родини називають ктирями. Рідше, переважно серед пасічників, трапляються назви волочниця та вовчок-муха. Етимологія назви «ктир» досі невідома. Є версія, що назва однокорінева зі словом «кат». В англійській мові поширені назви цих комах «robber fly» («муха-розбійник») та «assassin fly» («муха-вбивця»).

## Історія досліджень
Карл Лінней у десятому виданні «Systema naturae» (1758) окреслив рід Asilus з 11 видами. Він доописав ще 4 види у дванадцятому виданні (1767). З цих 15 видів, 10 видів згодом були віднесені до інших родів, 2 залишаються в роді Asilus і 3 не можуть бути визначені з упевненістю через невизначеність опису. Вид Asilus crabroniformis є типовим видом роду Asilus та родини Asilidae.
Данський ентомолог Йоганн Християн Фабрицій у 1775—1805 роках описав 76 видів ктирів і створив рід Damalis. У 1817—1830 роках німецький ентомолог Християн Рудольф Вільгельм Відеманн описав 235 видів. Він запропонував 3 роди, які є валідними досі. Йоганн Вільгельм Мейген у 1800—1838 роках описав багато видів. Він створив 4 роди, 3 з яких зараз реорганізовано до рівня підродин.
В середині ХІХ століття низка диптерологів зробили вагомий внесок у вивчення ктирів; серед них були Фрідріх Герман Льов, П'єр Жюстен Марі Маккар, Френсіс Вокер, Камілло Рондані та Жак-Марі-Франгіле Біго. Зокрема Фрідріх Льов, окрім опису великої кількості видів, запропонував 83 роди, 75 з яких досі визнані. Пізніше значну роботу з опису ктирів провели Ігнац Рудольф Шінер, Семюель Віллістон, Енріке Лінч Аррібалсага, Йоганн Фрідріх Єніке та Теодор Беккер. До 1900 року було запропоновано 254 роди ктирів, з яких 170 досі є валідними.
У XX столітті великий внесок у вивчення ктирів зробили єгипетський ентомолог Гассан Ефлатун (автор монографії «A monograph of Egyptian Diptera. Famlily Asilidae»), Гарольд Олдройд, Теодор Беккер (британські фахівці), Маріо Бецці (італійський ентомолог), Джордж Гадлстон Гарлстоун Гарді (фахівець з австралійської диптерофауни), Чарльз Говард Курран (канадський ентомолог), американські ентомологи Стенлі Віллард Бромлі, Джозеф Вілкокс, Роберт Лавінь, Тодд Шеллі, Павло Лер (радянський ентомолог), Живко Адамович (сербський ентомолог), Джозеф-Жан Муссо (французький ентомолог), Фріц Геллер-Грімм (німецький фахівець).

## Поширення

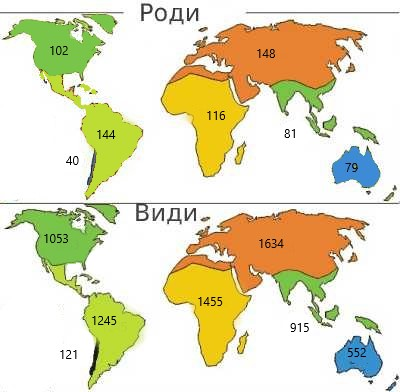
Мапа поширення ктирів за біогеографічними регіонами (вказано кількість родів та кількість видів для кожного регіону)

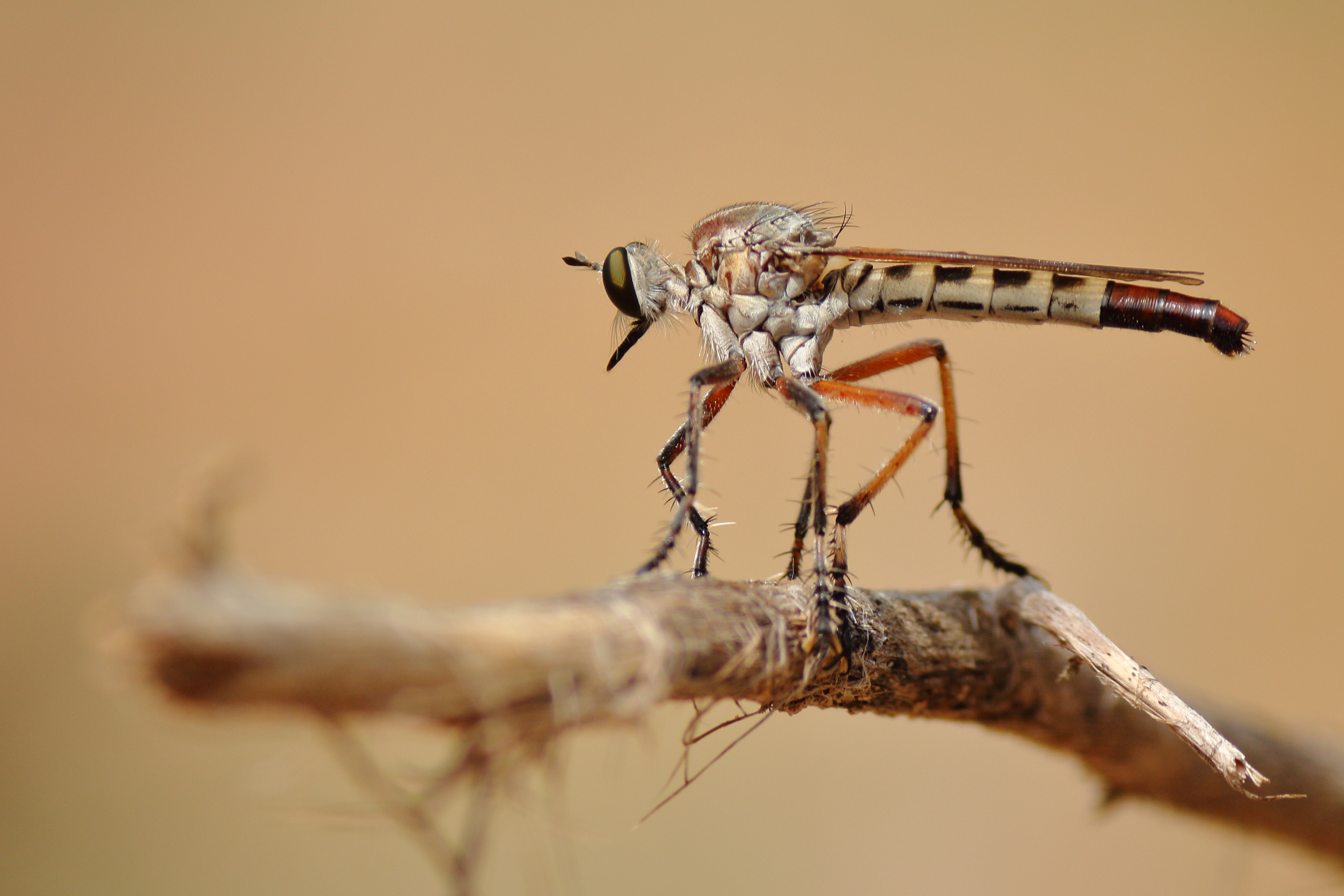
Ктир невизначеного виду, Тамілнад, Індія

Ктирі поширені на всіх материках, крім Антарктиди. Також ктирі відсутні на Гавайських островах. На острові Пасхи трапляється лише один вид. Деякі види з роду Lasiopogon пристосовані до життя у тундрі. Альпійські види з роду Cyrtopogon зустрічаються на висоті понад 4000 метрів. Найвищий рівень біорізноманіття знаходиться у тропічних та субтропічних посушливих і напівпосушливих регіонах: саванах, степах, пустелях та напівпустелях. Наприклад, в Каліфорнії відомо близько 500 видів, в Австралії — 552 види, Італії — 140 видів, Чилі — 121 вид. Рідкісні ктирі у вологих лісах з густим пологом, де вони трапляються лише на галявинах, узліссі і річкових берегах. Всі види ктирів мають регіональне або локальне поширення, космополітичних видів серед ктирів немає. Згідно з Geller-Grimm, 2000, в Палеарктиці відомо 1634 види, Неарктиці — 1053 види, Неотропіці — 1245 видів, Афротропіці — 1455 видів, Індомалаї — 915 видів, Австралії — 552 види.
В Україні трапляється понад сотню видів. Два види — ктир шершенеподібний (Asilus crabroniformis) та ктир велетенський (Satanas gigas), занесені до Червоної книги України.

## Опис

### Імаго

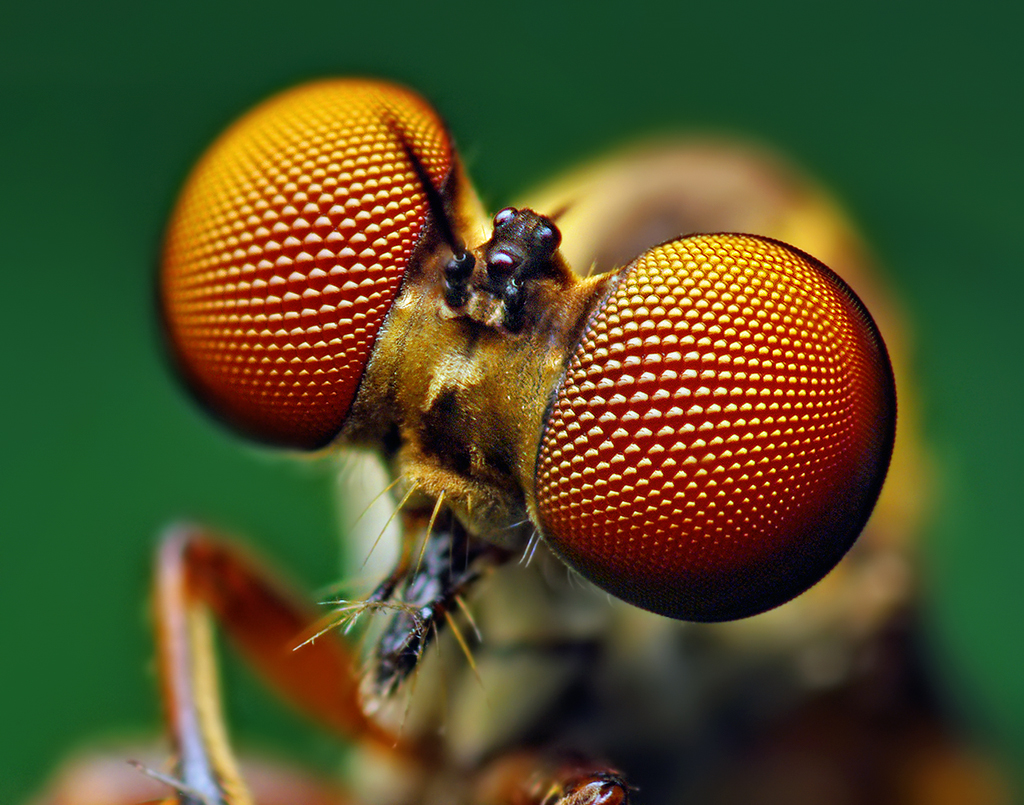
Очі Holcocephala fusca

Ктирі — стрункі, зазвичай, темні мухи з добре розвиненими очима і сильно увігнутим тім'ям. У них міцне тіло з масивною середньогрудкою циліндричної форми і подовженим черевцем. Потужна мускулатура грудей забезпечує рух ніг і крил. Груди і голова комахи з'єднані рухомою шиєю, завдяки чому хижак може повертати голову на 90 градусів. Середньоспинка може бути голою або покритою напиленням. На боках середньоспинки є передкрилові, надкрилові і закрилові щетинки. Середньоспинка закінчується щитком, задній край якого теж вкритий щетинками. Задньогрудка розвинена слабо. Розміри тіла дрібні або середні. Різні види сягають від 3 до 50 мм завдовжки, а деякі тропічні види — до 8 см. Всі ктирі, як правило, мають непоказне темно-сіре, червонувате або руде забарвлення. При цьому все тіло комахи покрите волосками і всипане дрібним сірим напиленням. Види роду Laphria волохаті, а яскравим забарвленням схожі на ос або джмелів.

Загальна схема будови крила ктирів
поздовжні жилки: C: костальна; Sc: субкостальна; R: радіальна; M: медіальна; Cu: кубітальна; A: анальна.
поперечні жилки: h: гумеральна; r-m: радіально-гумеральна; m-m: медіальна; m-cu: медіально-кубітальна.
області: d: дискальна; br: 1-а базальна; bm: 2-а базальна; r1: маргінальна; r3: 1-а субмаргінальна; r5: 1-а задня; m3: 4-а задня; cup: ланка.

Голова велика, майже сферичної форми. На верхньому задньому краї голови часто розташований крайовий ряд заочноямкових щетинок. Очі фасеткові, великі та опуклі. Вони займають всю верхню та бічну частину голови, забезпечують 360-градусний кругозір. Спереду між очима лице вузьке; лоб зверху утиснений і має тім'яний горбок, на якому розташовані три простих вічка. На межі лиця і лоба знаходяться антени, що складаються з трьох члеників та арісти (редуковані кінцеві членики вусиків у короткоусих двокрилих). Форма і розміри вусиків і будова арісти дуже різноманітні (характеристики, що використовуються у систематиці). Лице завжди зі щетинками або волосками, які утворюють так звану лицьову бороду.

Ротовий апарат Asilidae.
a: верхня губа; b: гіпофарикс; c: верхньощелепна пальпа; d: максила; e: ротовий канал; f: нижня губа

Ротовий апарат колючосисного типу. Хижак має жорсткий хоботок з отруйними залозами, які дозволяють комасі швидко вбивати свою жертву. Хоча в їхньому хоботку відсутні мандибули, інші частини ротового апарату — максили, підглоточник (гіпофаринкс) і нижня губа — утворюють досить досконалий колючий орган. Зі слиною, крім отрути, в тіло жертви вводяться речовини, що розчиняють нутрощі здобичі. На лиці, над хоботком, знаходиться надротова западина.
Крила добре розвинені. Їхнє забарвлення може бути прозорим, коричневим, рудим або чорним. Жилки зазвичай чорні, але можуть бути рудими.
Лапки складаються з 5 члеників. Вони мають на кінці гострі шипи, які добре утримують здобич. Стегна масивні, особливо задні; гомілки тонкі. У деяких видів на вершині передніх гомілок є клиноподібний відросток. Лапки вкриті дрібними щетинками.
Черевце сплющене, містить одинадцять сегментів. 8-11 сегменти утворюють у самців геніталії, а у жіночих особин яйцеклад. У небагатьох видів добре помітні тільки сім або навіть шість сегментів, наприклад у представників роду Laphysita. На тергітах черевця бувають ділянки, покриті щетинками. На стернітах також можуть бути ряди крайових щетинок.
Геніталії самця утворені епандрієм і базістилем. Базістилі на внутрішній стороні можуть мати один відросток, так званий дістістиль. Він є у всіх представників Apocleinae, Asilinae, Atomosiinae, Trigonomiminae і роду Stichopogon. У всіх інших груп ктирів на базістилі два відростки: дістістиль і латер. У деяких видів Stichopogon бувають декілька відростків. Епандрій і базістилі утворюють футляр, в який поміщений едеагус.
Яйцеклад можуть бути простим, без складних структурних змін, але у Stenopogoninae і Dasynogoninae на дев'ятому тергіті є ряд з шипів — пристосування, що дозволяє їм відкладати яйця в ґрунт. В Apocleinae і Asilinae яйцеклади бувають дистально сплющеними або округлими в поперечному перерізі. У видів, що відкладають яйця в ґрунт, на церках (рідше на всьому яйцекладі) є шипи або щетинки. У Dysmachus, Eutolmus церки плоскі, з загостреними вершинами, що дозволяють їм відкладати яйця в суцвіття злаків, осоки або під листову обгортку стебел злаків. Види з простими яйцекладом яйця розкидають, прикріплюють до рослин або поміщають в різні заглиблення.

### Яйця
Яйця світлого забарвлення або гіалінові, зверху вкриті борошнистими виділеннями самиці. Форма від еліптичної до овальної. Поверхня гладка або містить мікроструктури. Яйця не перевищують 2 мм завдовжки.

### Личинка
Личинка білого, жовтуватого або сірого кольору. Має витягнуту, червоподібну форму тіла. Їхня голова, чорного кольору, втягнута всередину тіла і назовні стирчать тільки сильні темні ротові гаки, що є видозміненими мандибулами. Черевце тупоконічне, складається з 8 уритів, при цьому останні два часто зростаються. Дихальна система амфінеустична, має дві пари спіралей — одну грудну і одну черевну. Також є рудиментарні та нефункціональні стигми в різних сегментах черева.
Лялечка гола, рухлива.

## Спосіб життя

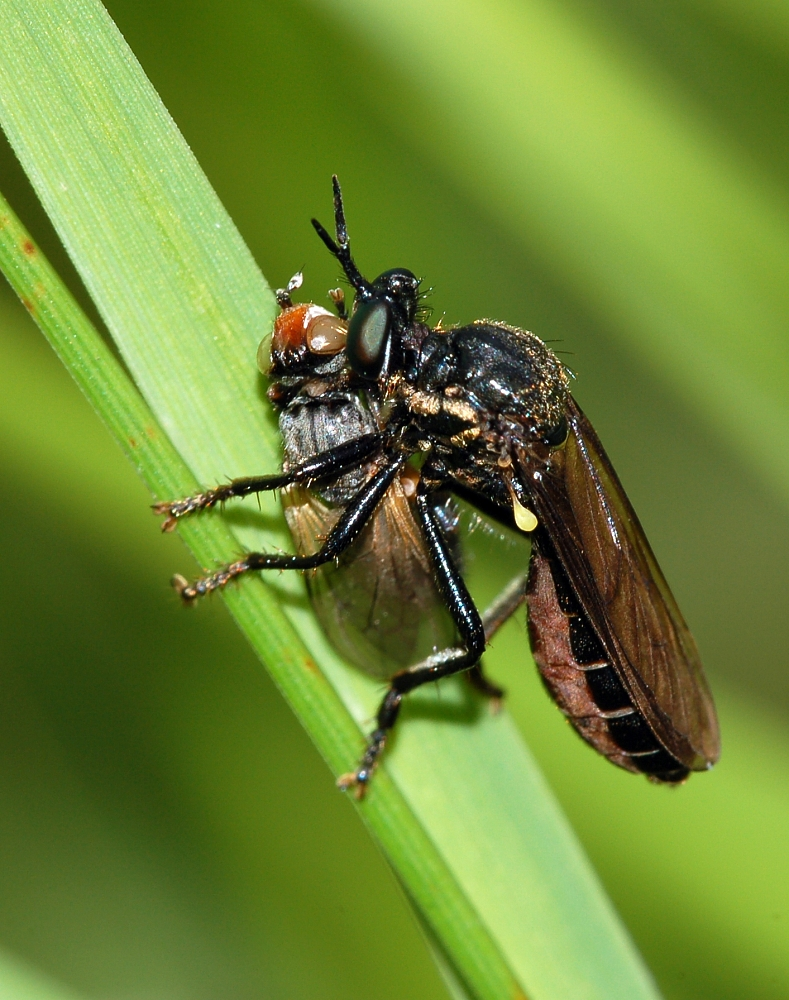
Ктир Dioctria atricapilla, що впіймав муху

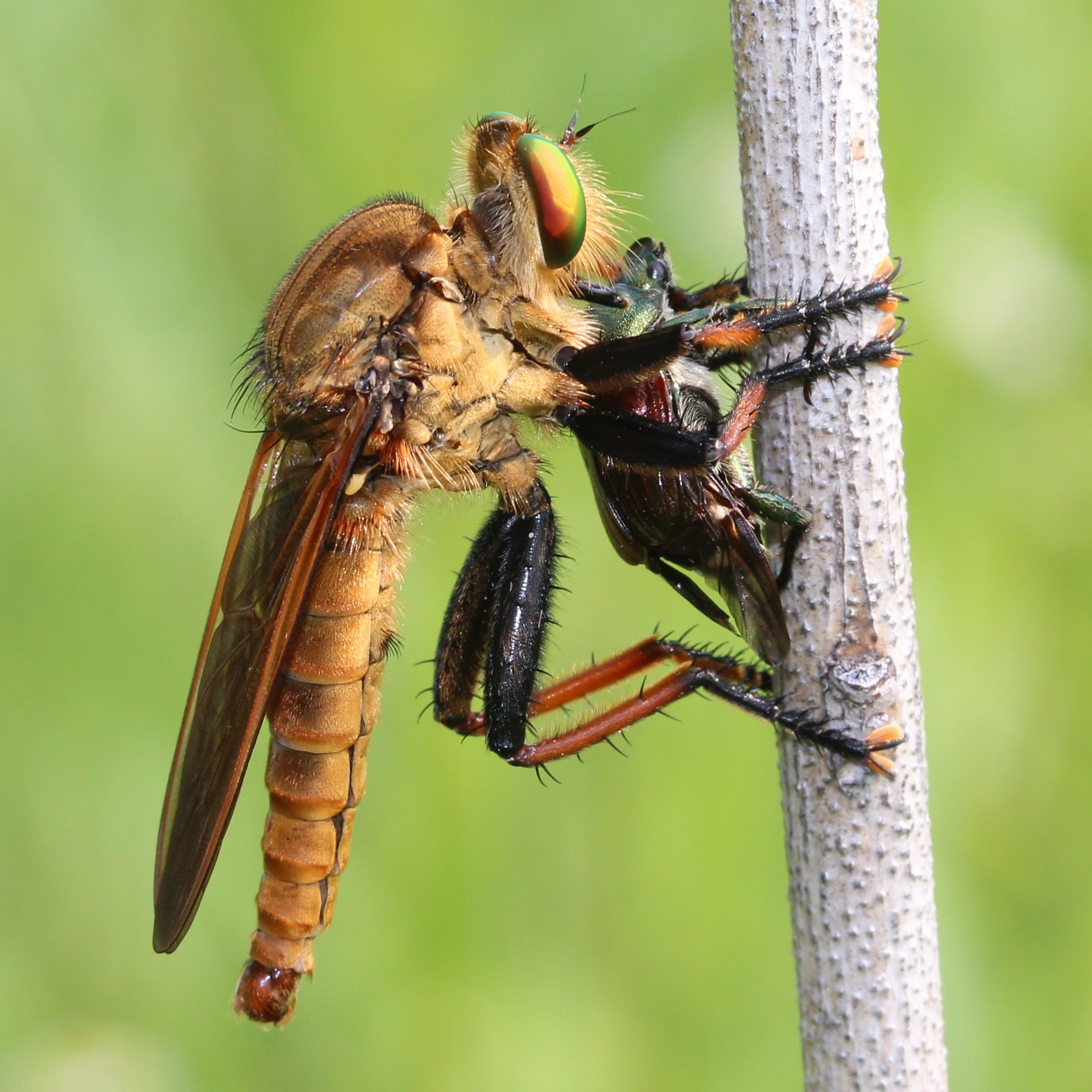
Ктир Cophinopoda chinensis вполював жука

Ктирі живуть на відкритих і сонячних ділянках степів і луків, на галявинах в лісі, де літають над чагарниками і травами. Майже не трапляються під пологом лісу, де темно і волого. Більшість видів активні при температурі повітря понад 20 °C. Деякі види можуть витримувати невеликі заморозки і короткочасний сніг. Період активності ктирів з 10 години ранку до 18 години вечора. У похмуру погоду, а також вранці і ввечері при температурі нижче 20 °С вони малорухливі. У теплу, але вітряну погоду сідають на низькі рослини. У сильну спеку прагнуть сісти якомога вище (до трьох метрів) в тіні високих стебел і гілок. У похмуру погоду ктирі малоактивні.
Ктирі — активні хижаки. Здобич ктирів дуже різноманітна, вони полюють не лише на комах, а й на їхніх личинок, багатоніжок, павуків і кліщів. Більшість видів не спеціалізовані, хоча деякі роди, наприклад Laphria, живляться лише перетинчастокрилими. Загальною для всіх видів звичкою, є прагнення розташуватися на сонячній ділянці, звідки ктир підстерігає потенційну здобич. Більшість видів, як правило, певний період проводять на невеликій території, на якій вони полюють. Ктирі користуються мисливською ділянкою досить довго. Покинути мисливську ділянку ктир може тільки при відсутності здобичі. Ктирі розташовуються на гілках, колодах, каменях або на підвищенні ґрунту. Більшість ктирів захоплюють здобич в польоті, але деякі види ловлять нерухому здобич в густій рослинності. Комахи, що полюють на відкритих просторах, відрізняються швидким польотом, а види, які шукають здобич в заростях рослин, як правило, літають повільно і безшумно. Впіймавши жертву, ктир проколює хоботком з'єднання між головою і грудьми, перехід між грудьми і черевцем, очі або між склеритами в кінці черевця (найм'якші покриви комах). Після проколу, в здобич вводиться слина, що містить нейротоксин і протеолітичні ферменти, які швидко паралізують жертву і розріджують її тканини. За відносно короткий час хижак висмоктує вміст жертви.

### Життєвий цикл

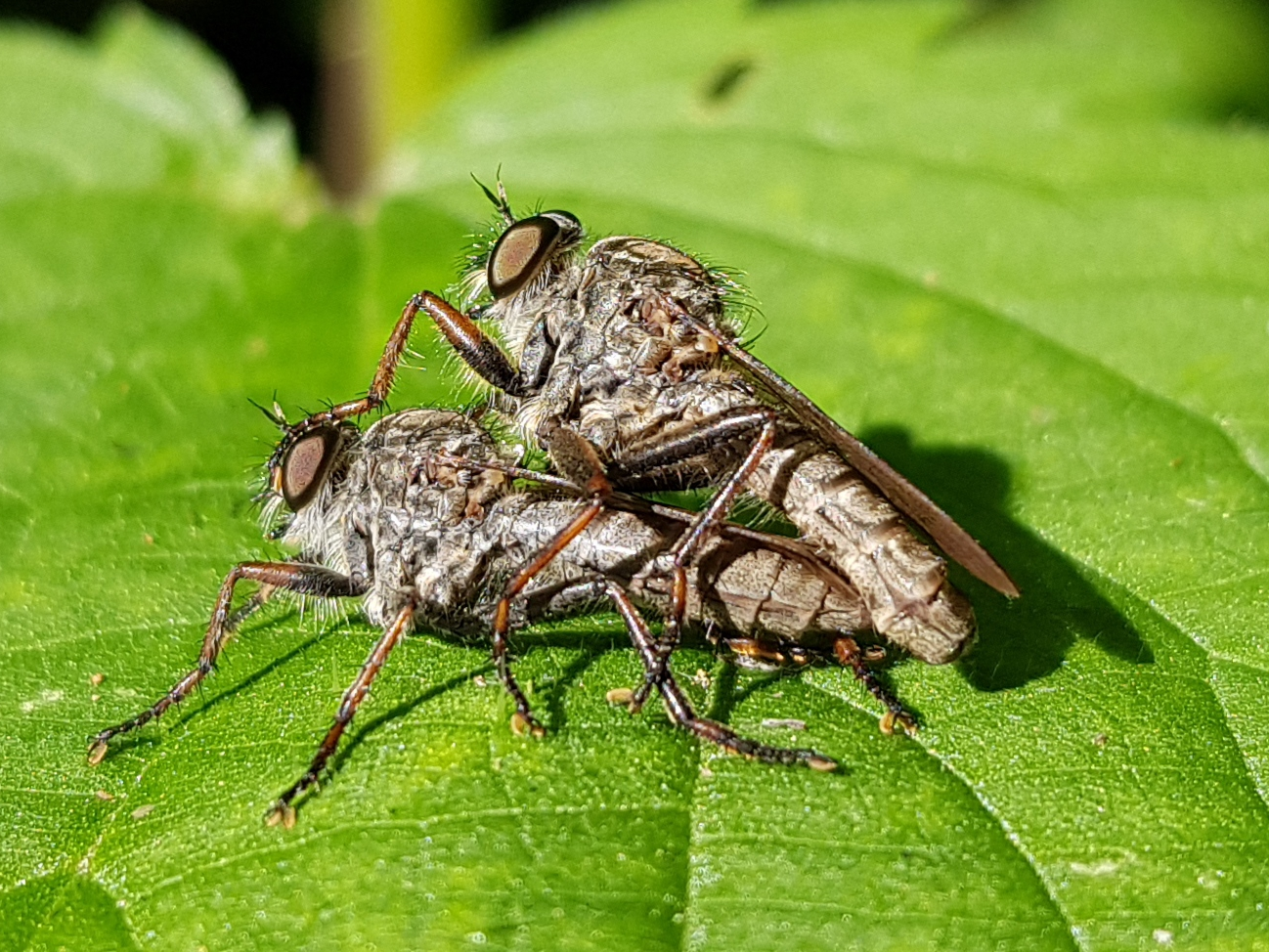
Копуляція ктирів

Репродуктивна поведінка у різних видів ктирів відрізняється. Самець може довго переслідувати самицю і впіймати її в повітрі, або він може зробити короткий дослідницький політ перш, ніж захопити самицю. Деякі види мають складнішу поведінка. Самець помічає самицю, потім ширяє над нею з витягнутими ногами, показуючи яскраво забарвлені лапки, похитуючи черевцем і тільки потім відбувається копуляція.
Яйця ктирі починають відкладати через кілька днів після спарювання. Кладка триває кілька днів. В одне місце відкладається від 1 до 5-6 яєць, рідко більше. Самиці більшості видів відкладають яйця в ґрунт, деякі на поверхню ґрунту, інші на рослини (в пазухи листя, на суцвіття) або в рослини. Поверхня яєць майже позбавлена структурних утворень, вони овально-подовженої форми. Відзначено, що у видів, які відкладають яйця на поверхню ґрунту, колір яєць помаранчевий, бурштиновий або коричневий, в той час як у вид, що відкладають яйця в ґрунт або в закриті місця, яйця білого або жовтувато-білого кольору. Розвиток яєць триває від 5 до 18 днів.
Личинки прогризають в оболонці яйця отвір; у деяких видів є невеликий клапан, забезпечений кришечкою. У личинок видів, що відкладають яйця на рослини, є порівняно довгі тонкі волоски, що забезпечують уповільнене падіння. У видів, що відкладають яйця в ґрунт і в стовбури дерев подібні волоски відсутні. Личинки ктирів дуже чутливі, як до надлишку, так і до нестачі вологи. Личинки більшості видів ктирів теж хижаки, рідше живляться органічними рештками або рослиноїдні. Хижі личинки, які живуть у ґрунті, живляться личинками коваликів, чорнотілок, хрущів, яйцями саранових. Личинки ляфрій живуть в личинкових ходах вусачів і довгоносиків, харчуючись їх личинками і лялечками. Личинки багатьох видів досі не знайдені і не вивчені.
Розвиток личинок триває 2-3 роки. Перед заляльковуванням личинка утворює в ґрунті невелику порожнину, в якій і відбувається перетворення. Лялечка може витримувати значні коливання температури. Фаза лялечки триває від 2 до 6 тижнів. За допомогою активних рухів і виростів тіла, лялечка піднімається до поверхні ґрунту, тим самим полегшуючи вихід імаго.

## Вороги
Ктирів знаходили в шлунках птахів і ящірок. На них можуть полювати павуки. На личинок полюють хижі клопи та жуки (сонечка, туруни). Серед ктирів нерідкісні випадки канібалізму, коли більші особини нападають на менших представників виду чи родини. Адаптацією для захисту від ворогів у деяких видів є мімікрія. Вони за забарвленням і поведінкою подібні до жалячих перетинчастокрилих комах. При самозахисті ктир може вкусити людину, якщо його впіймати рукою.

## Систематика
Родина Asilidae налічує понад 7500 описаних видів у приблизно 556 родах. Систематика родини постійно змінюється у світлі нових знахідок та нових даних кладистичного аналізу. Asilidae поділяють на 14 підродин:
- Asilinae
- Bathypogoninae
- Brachyrhopalinae
- Dasypogoninae
- Dioctriinae
- Laphriinae
- Leptogastrinae
- Ommatiinae
- Phellinae
- Stenopogoninae
- Stichopogoninae
- Tillobromatinae
- Trigonomiminae
- Willistonininae

## Еволюція
Дані про еволюцію більшості родин двокрилих досить туманні і більше спирається на припущення, ніж на викопні дані. Часто для цього (як і для інших груп тварин) застосовують молекулярний годинник, який ґрунтується на розрахунку процесів розщеплення видів через генетичні відмінності та кількості мутацій. Проте швидкість мутацій може бути нерівномірною і розрізняється для різних видів, через що метод дає лише приблизні результати. Загалом, очевидно, що більшість родин двокрилих комах, включаючи ктирів, сформувалися в еру мезозою.

### Філогенія
Згідно з молекулярними дослідженнями найближчими родичами ктирів є мухи з родин Mydidae, Apioceridae, Scenopinidae (т. зв. віконні мухи) та Therevidae (лжектирі). Всі 5 родин тісно пов'язані з бренівками (родина Bombyliidae):
| N.N. | \| \| Scenopinidae та Therevidae \| \| \| \| \| \| Mydidae та Apioceridae \| \| \| \| \| \| Asilidae \| \| \| \| |
|      | \| \| Scenopinidae та Therevidae \| \| \| \| \| \| Mydidae та Apioceridae \| \| \| \| \| \| Asilidae \| \| \| \| |
|      | Bombyliidae |
|      | |
|      | Scenopinidae та Therevidae                                                                                       |
|      | |
|      | Mydidae та Apioceridae                                                                                           |
|      | |
|      | Asilidae |
|      | |

|  | Scenopinidae та Therevidae |
|  |                            |
|  | Mydidae та Apioceridae     |
|  |                            |
|  | Asilidae                   |
|  |                            |

### Палеонтологія
Ймовірно, родина виникла в кінці юрського періоду. Найдавніший викопний зразок ктиря відомий з крейдових відкладень Бразилії і датується аптським ярусом (122 млн років тому). Рід Cretagaster описаний з Нью-Джерсі, США (датується віком 94 млн років). Також виявлені ктирі в бірманському бурштині, який сформувався 99-94 млн років тому. В балтійському бурштині (еоцен, 37-34 млн років) з Німеччини, Польщі, Калінінградської області описано Protoloewinella, Holopogon pilipes, Leptogaster falloti тощо. В ранньоеоценових відкладеннях Вайомінгу виявлено рід Stenocinclis. З еоценових відкладень Колорадо (США) описано викопний рід Palaeomolobra та сучасні Leptogaster, Dioctria, Microstylum, Lestomyia, Holopogon, Senobasis, Saropogon, Nicocles, Taracticus тощо. Ктирі знайдені у домініканському бурштині, що датується міоценом. Типовий рід ктирів Asilus відомий з раннього еоцену Юти, де описано вид Asilus palaeolestes віком 50 млн років.